# Jog Falls
Jog Falls , kannada: ಜೋಗ ಜಲಪಾತ , är ett vattenfall i Indien.   Det ligger i delstaten Karnataka, i den sydvästra delen av landet, 1 600 km söder om huvudstaden New Delhi. Jog Falls ligger 442 meter över havet.
Terrängen runt Jog Falls är kuperad åt sydväst, men åt nordost är den platt. Jog Falls ligger nere i en dal. Runt Jog Falls är det ganska tätbefolkat, med 116 invånare per kvadratkilometer. Närmaste större samhälle är Siddāpur, 15,5 km nordost om Jog Falls. I omgivningarna runt Jog Falls växer huvudsakligen savannskog.